# シフト-世界はクリアを待っている-
『シフト-世界はクリアを待っている-』はうえお久光による日本のライトノベル。メディアワークスより単行本が2005年7月から2006年6月まで全2巻が刊行された後、加筆修正がされた文庫版が電撃文庫（同）より2008年6月から2008年8月まで全3巻が刊行された。イラストは文庫版のみSTSが担当。

## 概要
「世界はクリアを待っている」という声に誘われ、中世ファンタジーの世界へシフトする少年少女たち。何故彼らは呼ばれ、戦うのか？ 夢と現実、二つの世界を飛び交うカードバトルファンタジー。

## 既刊一覧

### 単行本版
- うえお久光（著）、メディアワークス、全2巻
  - 『シフト －世界はクリアを待っている－』、2005年7月10日発売[1]、ISBN 4-8402-3112-5
  - 『シフトII －世界はクリアを待っている－』、2006年6月10日発売[2]、ISBN 4-8402-3495-7

### 文庫版
- うえお久光（著）・STS（イラスト）、メディアワークス〈電撃文庫〉、全3巻
  - 『シフトI －世界はクリアを待っている－』、2008年6月10日発売[3]、ISBN 978-4-04-867089-0
  - 『シフトII －世界はクリアを待っている－』、2008年7月10日発売[4]、ISBN 978-4-04-867139-2
  - 『シフトIII －世界はクリアを待っている－』、2008年8月10発売[5]、ISBN 978-4-04-867174-3